# Microhouse
La microhouse (buftech, minimal house, ou parfois juste minimal ou encore plus simplement micro) est un genre de musique électronique, qu’on classe dans la grande famille des musiques répétitives. Il s'agit d'un sous-genre musical de la house, dont elle doit une partie de son nom par le fait qu'elles partagent la même structure rythmique générale. Le terme « micro » désigne les micros éléments ajoutés à la musique : des samples (échantillons) de sons assez courts, qui donnent sa spécificité au genre. Ces samples et le genre tout entier sont particulièrement inspirés par la musique concrète, la musique minimaliste et la techno des années 1990.
La microhouse prend de la techno son caractère sombre mais a un aspect moins violent, plus élégant, plus pointilleux, trouvant son univers dans des sonorités plus épurées - tous ces éléments correspondant bien à une ambiance nocturne. Elle partage également des éléments communs avec la deep house qui est moins intense, notamment par ses lignes de basses moins apparentes ; cependant, ces genres divergent dans la rapidité et la présence des voix. Dès lors, il n'est pas facile de faire la distinction entre différents genres, notamment par le fait qu'il y a une grande liberté de composition qui donne lieu à des hybridations ne nous permettant pas toujours d'identifier clairement un genre, raison pour laquelle on trouve parfois des morceaux dont le genre précisé est microhouse/breakbeat par exemple ; ou bien on dira d'un morceau de microhouse qu'il est orienté deep house par exemple.
Il s'agit donc d'une musique dansante, qui demande à être ressentie plus qu'écoutée. Ce genre de musique est avant tout prévu pour être joué dans des endroits appropriés : principalement en boîtes de nuit et festivals pour ce qui est du concert public, ou bien en rave dans un cadre moins formel. Ces lieux permettent de jouer ce genre de musique à un volume sonore propice (et nécessaire en ce qui concerne les infra-basses) à un ressenti total de la musique, pour une expérience d’écoute et de danse optimale. Ce genre de musique électronique n'a donc pas initialement vocation à être écouté en musique de fond mais plutôt dans le cadre du concert.

## Histoire
Les origines de la microhouse sont retracées dans les genres techno minimale, bitpop (ces deux genres étant développé au début des années 1990), et house (développée au début des années 1980). Ses premiers échos apparaissent dans l'album glitch du groupe expérimental Oval, en 1993. Comme la plupart des genres de musique électronique contemporains, la microhouse s'inspire des plusieurs genres musicaux, en particulier la techno et la garage house « click and pop » originaire du Yorkshire Bleeps and Bass (ou Bleep), du bitpop et de la techno minimale. Différent de la tech house, souvent considérée comme de la « house mélangée à des éléments mélodieux de techno », la microhouse se définit comme de la « techno minimale orientée house » – un mélange d'éléments backroom house funky et groovy à de la bitpop et au son répété mais entrainant de la techno.
On considère que la première musique de microhouse à proprement parler est intitulée Beau Mot Plage et a été popularisée par Isolée en 1999, mais l'on retrouve aujourd'hui des morceaux produits plus tôt que l'on pourrait classifier dans ce genre, comme le morceau Fever de Moondog qui est sorti en 1997. Le morceau Beau Mot Plage d'Isolée a cependant eu une influence notable puisqu'il donne aujourd'hui son nom a une grande communauté de personnes à la recherche perpétuelle de morceaux de microhouse intitulée BMP Community (initiales de Beau Mot Plage).
Cependant, la microhouse ne se popularisera pas aussi rapidement avant l'arrivée des années 2000 après la création de labels discographiques tels que Kompakt, Perlon, Spectral Sound, Fabric, Telegraph et Force Inc. Le terme de « microhouse » est habituellement attribué au disc jockey Philip Sherburne dans un article du magazine The Wire publié en 2001, pour décrire, selon Stelfox, « l'interprétation hypnotique et spectrale du groove classique de Chicago originaire de labels comme Perlon, Kompakt, Playhouse, Ongaku, Klang Elektronik et de la famille Mille Plateaux - en particulier Force Tracks et Force Inc - au passage à l'an 2000. »
Ce genre s’est installé progressivement dans le paysage de la musique électronique au niveau mondial, bien qu’elle reste toujours une musique dite underground. Les différents endroits du monde où l'on retrouve le plus de labels sont (comme pour la musique électronique en général d'ailleurs) les États-Unis, l'Allemagne, l'Angleterre, la France et vient ensuite la Roumanie qui en a fait un nouveau genre dérivé : la minimale roumaine, dont la notoriété s’est accrue à partir de 2007 et qui a redonné un second souffle au genre. Celle-ci se caractérise par une atmosphère plus mentale, moins dansante (BPM plus lent en moyenne), et avec une évolution plus progressive des couches sonores. La microhouse est devenue[Quand ?] un genre de musique de plus en plus représenté dans les concerts de musique électronique. On en distingue aujourd'hui[Quand ?] deux styles, l’un plutôt orienté club et l’autre plus expérimental - la minimale roumaine.

## Caractéristiques
Comme pour la house et la techno, la microhouse se construit sur un rythme qui est toujours binaire, le plus souvent en 4/4. Une différence notable entre la microhouse et la house est le remplacement du kick house typique, et des charlestons et échantillons rythmiques qui durent plus longtemps,.
Le tempo est assez rapide, oscillant entre 125 et 135 BPM. La mesure est régulière où un kick marque chaque temps. Les percussions sont d'un certains rythmes réguliers et d'autres syncopés (en décalage avec la régularité du kick), matière constituante du « groove ». Une ligne de basse est accentuée et syncopée, souvent l'élément moteur du morceau à laquelle on ajoute souvent des infra-basses (inaudibles mais ressenties grâce aux caissons de basses utilisés en concert). Des petits sons issus ou non de samples qui agrémentent et donnent son caractère à la musique.
Selon ces quelques éléments caractéristiques formels, il y a tout de même une infinité de possibilités pour composer un morceau : les « banques » de sons des logiciels de production de musique et les tas de machines et synthétiseurs rendent cela possible. La structure d’un morceau de micro-house est identique à celle de la plupart des morceaux de musique électronique (et même de beaucoup d’autres genres comme la chanson avec le couplet ou refrain par exemple). S’agissant de musique répétitive, il y a une structure qui se distingue clairement dans chaque morceau, comme dans n'importe quelle chanson. Seulement elle se déploie plus progressivement - et les morceaux sont plus longs.
Il y a presque toujours une intro et une outro d'environ une minute qui ne comprennent que les éléments rythmiques basiques (kick-hihat-snaredrum) et quelques éléments mélodiques. Ces moments d’une minute permettent au DJ d'avoir une marge de manœuvre afin de caler deux morceaux entre eux. Au fur et à mesure, la musique s'enrichit d'éléments mélodiques et rythmiques qui vont progressivement donner corps à la musique. Le morceau subit des variations d’intensités qui le font vivre. Cela fonctionne de cette manière : lorsque l'on ajoute un certain nombre de percussions et de sons aigus cela donne de plus en plus de tension au morceau, et dès qu'on les enlève la tension est remplacée par les éléments percussifs et la basse devient à nouveau l’élément central, ce qui fait éprouver une sensation de libération après la tension, qui nous donne à nouveau l’impulsion pour danser. Puis les éléments s’enlèvent peu à peu jusqu’à la fin du morceau.

## Artistes notables
Ils comprennent notamment Akufen et Crackhaus.